# Silvretta Arena
Silvretta Arena – austriacko-szwajcarski ośrodek narciarski mieszczący się w Ischgl i Samnaun.
Pierwsza kolejka linowa została uruchomiona w Ischgl w 1963 roku. W 2023 roku w ośrodku znajdowało się 45 wyciągów oraz 239 km tras zjazdowych.
Jedna z tras prowadzących do bezcłowej strefy w Samnaun biegnie starym szlakiem przemytników, skąd jej nazwa: Schmugglerrunde.

## Wyciągi
| Nr  |  | Nazwa                     | Typ        | Różnica wysokości | Długość | Prędkość | Przepustowość        | Data powstania | Czynne zimą | Czynne latem |
| --- |  | ------------------------- | ---------- | ----------------- | ------- | -------- | -------------------- | -------------- | ----------- | ------------ |
| A1  |  | Silvrettabahn             | 24-FUT     | 961 m             | 3938 m  | 6,0 m/s  | 3440 osób na godzinę | 1998           |             |              |
| A2  |  | Pardatschgratbahn         | 28-BGD     | 1251 m            | 3424 m  | 7,5 m/s  | 2800 osób na godzinę | 2014           |             |              |
| A3  |  | Fimbabahn                 | 8-MGD      | 950 m             | 3847 m  | 5,0 m/s  | 2800 osób na godzinę | 2007           |             |              |
| B1  |  | Velillbahn                | 6-CLD/B    | 281 m             | 1464 m  | 5,0 m/s  | 3000 osób na godzinę | 1995           |             |              |
| B2  |  | Flimjochbahn              | 8-CLD/B-H  | 454 m             | 1797 m  | 5,0 m/s  | 3200 osób na godzinę | 2016           |             |              |
| B3  |  | Idjochbahn                | 8-CLD/B    | 461 m             | 1797 m  | 5,0 m/s  | 3000 osób na godzinę | 2001           |             |              |
| B4  |  | Greitspitzlift            | 2-SL       | 121 m             | 548 m   | 2,6 m/s  | 1426 osób na godzinę | 1980           |             |              |
| B5  |  | Sonnenbahn                | 6-CLD/B-SV | 128 m             | 646 m   | 5,0 m/s  | 2400 osób na godzinę | 2011           |             |              |
| B6  |  | Übungslift Velill         | 1-SL       | 51 m              | 375 m   | 2,5 m/s  | 720 osób na godzinę  | 1995           |             |              |
| B7  |  | Übungslift Viderböden     | 1-SL       | 32 m              | 200 m   | 2,5 m/s  | 711 osób na godzinę  | 1996           |             |              |
| B8  |  | Gratbahn                  | 6-CLD/B    | 318 m             | 970 m   | 5,0 m/s  | 2350 osób na godzinę | 2002           |             |              |
| B9  |  | Förderband Übungsareal    | Laufband   | 7 m               | 80 m    | 0,9 m/s  | 1950 osób na godzinę | 2011           |             |              |
| B10 |  | Förderband Viderböden     | Laufband   | 9 m               | 80 m    | 0,9 m/s  | 1950 osób na godzinę | 2011           |             |              |
| C1  |  | Höllbodenbahn             | 8-CLD/B    | 184 m             | 917 m   | 4,5 m/s  | 3700 osób na godzinę | 2000           |             |              |
| C2  |  | Höllkarbahn               | 6-CLD/B    | 326 m             | 1650 m  | 5,0 m/s  | 3200 osób na godzinę | 1998           |             |              |
| C3  |  | Sassgalunbahn             | 6-CLF      | 141 m             | 380 m   | 1,8 m/s  | 2240 osób na godzinę | 1997           |             |              |
| C4  |  | Nachtweidebahn            | 6-CLD/B    | 357 m             | 1645 m  | 4,5 m/s  | 2400 osób na godzinę | 2004           |             |              |
| C5  |  | Lange Wandbahn            | 6-CLD/B    | 632 m             | 1545 m  | 5,0 m/s  | 2400 osób na godzinę | 2010           |             |              |
| D1  |  | Palinkopfbahn             | 6-CLD/B-H  | 440 m             | 1577 m  | 5,0 m/s  | 2800 osób na godzinę | 2017           |             |              |
| D2  |  | Zeblasbahn                | 6-CLD/B    | 375 m             | 1481 m  | 5,0 m/s  | 2400 osób na godzinę | 2000           |             |              |
| E1  |  | Paznauner Thayabahn       | 6-CLD/B    | 299 m             | 1256 m  | 5,0 m/s  | 2400 osób na godzinę | 2003           |             |              |
| E2  |  | Höllspitzbahn             | 4-CLD/B    | 645 m             | 1792 m  | 5,0 m/s  | 2400 osób na godzinę | 1994           |             |              |
| E3  |  | Bodenalpbahn              | 4-CLF      | 316 m             | 726 m   | 2,4 m/s  | 1615 osób na godzinę | 2000           |             |              |
| E4  |  | Gampenbahn                | 6-CLD/B-H  | 924 m             | 2416 m  | 5,5 m/s  | 2800 osób na godzinę | 2018           |             |              |
| E5  |  | Piz-Val-Gronda-Bahn       | 150-ATW    | 517 m             | 2452 m  | 7,0 m/s  | 1300 osób na godzinę | 2013           |             |              |
| F1  |  | Velilleckbahn             | 6-CLD/B-H  | 572 m             | 1948 m  | 6,0 m/s  | 2400 osób na godzinę | 2019           |             |              |
| F2  |  | Pardoramabahn             | 4-MGD      | 735 m             | 1600 m  | 5,0 m/s  | 1750 osób na godzinę | 1990           |             |              |
| G1  |  | Übungslift Mathon         | 1-SL       | 95 m              | 449 m   | 2,5 m/s  | 1195 osób na godzinę | 2009           |             |              |
| G2  |  | Schwarzwasserlift         | 1-SL       | −10 m             | 681 m   | 2,5 m/s  | 723 osób na godzinę  | 1999           |             |              |
| L1  |  | Doppelstöckige Pendelbahn | 180-ATW    | 722 m             | 2269 m  | 10,0 m/s | 1620 osób na godzinę | 1995           |             |              |
| L2  |  | Luftseilbahn              | 80-ATW     | 720 m             | 2297 m  | 10,0 m/s | 800 osób na godzinę  | 1978           |             |              |
| M1  |  | Grivaleabahn              | 4-CLD      | 343 m             | 1532 m  | 4,8 m/s  | 2600 osób na godzinę | 1996           |             |              |
| M2  |  | Mullerbahn                | 6-CLD/B    | 203 m             | 792 m   | 5,0 m/s  | 3000 osób na godzinę | 2010           |             |              |
| N1  |  | Flimsattelbahn            | 4-CLD/B    | 489 m             | 2695 m  | 5,0 m/s  | 2400 osób na godzinę | 1994           |             |              |
| N2  |  | Visnitzbahn               | 8-CLD/B-H  | 372 m             | 1208 m  | 5,0 m/s  | 3500 osób na godzinę | 2018–19        |             |              |
| N3  |  | Milolilift                | 1-SL       | 25 m              | 282 m   | 2,5 m/s  | 792 osób na godzinę  | 1985           |             |              |
| N4  |  | Viderjochbahn I           | 6-CLD/B    | 343 m             | 1549 m  | 5,0 m/s  | 2800 osób na godzinę | 2003           |             |              |
| N5  |  | Alp Trider Ecklift        | 2-SL       | 133 m             | 580 m   | 2,5 m/s  | 1000 osób na godzinę | 1991           |             |              |
| N6  |  | Alp Trider Sattelbahn     | 6-CLD/B    | 229 m             | 1024 m  | 5,0 m/s  | 2800 osób na godzinę | 2000           |             |              |
| O1  |  | Greitspitzbahn            | 6-CLD/B    | 414 m             | 1407 m  | 5,0 m/s  | 2800 osób na godzinę | 1998           |             |              |
| O2  |  | Blais Grondalift          | 2-SL       | 142 m             | 775 m   | 3,1 m/s  | 1000 osób na godzinę | 1980           |             |              |
| O4  |  | Viderjochbahn II          | 6-CLD/B    | 294 m             | 1299 m  | 5,0 m/s  | 3000 osób na godzinę | 2004           |             |              |
| P1  |  | Musellalift               | 1-SL       | 80 m              | 400 m   | 2,5 m/s  | 851 osób na godzinę  | 1984           |             |              |
| P2  |  | Förderband Musella I      | Laufband   | 13 m              | 57 m    | 0,6 m/s  | 950 osób na godzinę  | 2012           |             |              |
| P3  |  | Förderband Musella II     | Laufband   | 7 m               | 39 m    | 0,7 m/s  | 950 osób na godzinę  | 2012           |             |              |